# Robin Hood - O Príncipe dos Ladrões
Robin Hood: Prince of Thieves (bra: Robin Hood - O Príncipe dos Ladrões, ou Robin Hood: o Príncipe dos Ladrões; prt: Robin Hood - O Príncipe dos Ladrões, ou Robin Hood: o Príncipe dos Ladrões) é um filme de ação e aventura estadunidense de 1991 baseado no conto folclórico inglês de Robin Hood, que se originou no século XII. Foi dirigido por Kevin Reynolds e estrelado por Kevin Costner como Robin Hood, Morgan Freeman como Azeem, Christian Slater como Will Scarlett, Mary Elizabeth Mastrantonio como Marian e Alan Rickman como o xerife de Nottingham. O roteiro foi escrito por Pen Densham e John Watson.
O filme recebeu críticas mistas dos críticos, que elogiaram as respectivas performances de Freeman e Rickman, bem como a música, mas criticaram o roteiro, a execução geral e a atuação titular de Costner. No entanto, foi um sucesso de bilheteria, arrecadando mais de US$390 milhões em todo o mundo, tornando-se o segundo filme de maior bilheteria de 1991. Por seu papel como George, Xerife de Nottingham, Rickman recebeu o Prêmio BAFTA de Melhor Ator Coadjuvante. A música tema do filme "(Everything I Do) I Do It for You", de Bryan Adams, foi indicada ao Oscar de Melhor Canção Original e ganhou o Grammy de Melhor Canção Escrita para Mídia Visual. O desempenho de Costner como Robin Hood recebeu críticas ruins e lhe valeu o Prêmio Framboesa de Ouro de pior ator.

## Sinopse
Após voltar  de uma Cruzada, Robin de Locksley (Kevin Costner), um jovem cavaleiro, descobre que seu pai, Lorde de Locksley (Brian Blessed), foi morto pelos seguidores do xerife de Nottingham (Alan Rickman), que por sua vez é partidário do Príncipe João, que tudo fará para que Ricardo Coração de Leão (Sean Connery) não volte ao poder. Robin é visado pelos usurpadores e foge, mas sempre acompanhado por Azeem (Morgan Freeman), um mouro que lhe deve a vida. Eles vão parar na Floresta de Sherwood onde são atacados por camponeses que, para sobreviver, atacam os asseclas do xerife. Logo Robin e Azeem se unem ao bando e planejam trazer Ricardo de volta ao poder. Em meio à sua luta, Robin é ajudado por Mariam (Mary Elizabeth Mastrantonio), uma bela donzela por quem se apaixona e se casam.

## Elenco
- Kevin Costner como Robin de Locksley[9]
- Morgan Freeman como Azeem Edin Bashir Al Bakir
- Mary Elizabeth Mastrantonio como Lady Marian
- Christian Slater como Will Scarlett
- Alan Rickman como xerife de Nottingham[10]
- Geraldine McEwan como Mortianna
- Michael McShane como Frei Tuck
- Brian Blessed como Lord Locksley
- Michael Wincott como Guy de Gisborne
- Nick Brimble como John Little
- Harold Innocent como o Bispo de Hereford
- Walter Sparrow como Duncan
- Daniel Newman como Wulf
- Daniel Peacock como Bull
- Jack Wild as Much
- Soo Drouet como Fanny
- Liam Halligan como Peter Dubois
- Michael Goldie como Kenneth
- Sean Connery como o rei Ricardo[11] (sem créditos)

## Produção

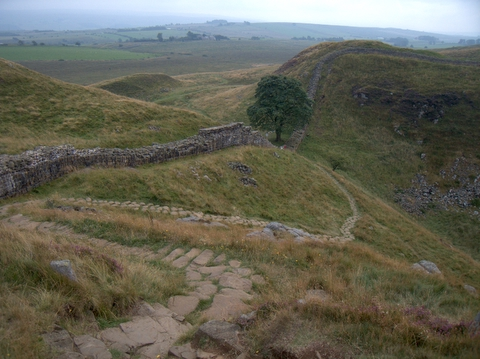
Sycamore Gap em uma seção da Muralha de Adriano entre duas cristas a leste de Milecastle 39, localmente conhecida como a "Árvore Robin Hood"

### Desenvolvimento
Em agosto de 1989, o escritor-produtor britânico Pen Densham rompeu com o relato tradicional de Robin Hood como um aventureiro despreocupado (melhor personificado por Errol Flynn em 1938) ao reimaginá-lo como um garoto rico transformado em um rebelde socialmente consciente pela prisão em Jerusalém durante as Cruzadas. Ele escreveu um esboço de 92 páginas, que foi reescrito como um roteiro por seu parceiro de produção, John Watson. Em 14 de fevereiro de 1990, Morgan Creek, a pequena produtora de Young Guns (1988) e Major League (1989), viu "ouro na página" e imediatamente financiou o filme. Watson pesquisou locações de filmagem no Reino Unido, definindo 3 de setembro como o prazo de filmagem em uma competição agressiva contra outros potenciais remakes de Robin Hood da Twentieth Century Fox (ex-parceira de distribuição de Morgan Creek) e da Tri-Star Pictures.
Kevin Reynolds dirigiu Kevin Costner extensivamente no passado, incluindo a desafiadora cena de caça ao búfalo de Dances With Wolves. Reynolds disse: "Eu fiz dois filmes que não renderam um centavo, então eu meio que sabia [o estúdio] me queria [para Robin Hood] por causa de minhas conexões com Kevin." Na verdade, Costner já havia rejeitado o roteiro até ouvir que Reynolds estava dirigindo: "Achei que Kevin era um cineasta tão bom que o faria".
Reynolds disse, "o que eu não queria fazer era Indiana Jones. Isso já foi feito". Costner queria um sotaque, mas Reynolds achou que isso iria distrair o público, e sua indecisão resultou em uma entrega drasticamente desigual entre cada cena. EW relatou: "Mesmo antes de terminar, Costner foi alvo de rumores embaraçosos de que seu desempenho era muito descontraído e seu sotaque mais para LA [Los Angeles] do que para o Reino Unido."

### Filmagens
A carreira explosiva de Costner deu a ele apenas alguns dias entre os projetos épicos de longo prazo de Dances with Wolves, Robin Hood, e JFK. O cronograma deste projeto foi reduzido pelo inverno da Inglaterra e pela competição com outros possíveis filmes de Robin Hood, dando a Reynolds apenas 10 semanas para a pré-produção e pouco tempo para planejamento, ensaio ou revisão. Costner disse: "É muito perigoso estar [trabalhando] tão rápido. Dependemos do tempo e sempre que ele se voltar contra nós podemos ficar para trás. Quando isso acontece, sempre há a sensação de que certas pessoas querem fazer algo sobre isso para encurtar o tempo de filmagem. Essa nem sempre é a cura." Reynolds disse: "As coisas estão indo como planejado? Ha! Você sempre começa com um filme em sua mente, e é um compromisso desde então. Temos lutado desde o primeiro dia. Estamos tentando terminar no Natal e os dias estão ficando mais curtos. É horrível." A mudança repentina do tempo fez com que o tráfego de jato fosse desviado para cima no primeiro dia de filmagem da locação de Burnham Beeches, dez milhas do Aeroporto de Heathrow de Londres.
Os exteriores principais foram filmados em locações no Reino Unido. Uma segunda unidade filmou as muralhas e torres medievais da Cidadela de Carcassona na cidade de Carcassona em Aude, França, para a representação de Nottingham e seu castelo. O Castelo de Locksley era o Castelo de Wardour em Wiltshire—restaurado em uma das primeiras tomadas usando matte painting. A mansão de Marian foi filmada em Hulne Priory em Northumberland. As cenas ambientadas na floresta de Sherwood foram filmadas em vários locais na Inglaterra: o acampamento dos foragidos foi filmado em Burnham Beeches em Buckinghamshire, ao sul da verdadeira floresta de Sherwood em Nottinghamshire; a cena de luta entre Robin e Little John foi nas Cataratas de Aysgarth em North Yorkshire; e Marian vê Robin tomando banho no Hardraw Force, também em North Yorkshire. Sycamore Gap em Muralha de Adriano em Northumberland foi usado para a cena quando Robin confrontou os homens do xerife. Penhascos de giz em Seven Sisters, Sussex foram usados como local para o retorno de Robin à Inglaterra das Cruzadas.
Cenas internas foram concluídas no Shepperton Studios em Surrey.

### Pós-produção
Furioso com a necessidade repetida do estúdio de mais uma sessão de edição pesada apenas para aumentar a presença de Costner e evitar que a atuação de Rickman roubasse o filme—e com o estúdio bloqueando seu próprio editor da sala de edição—Reynolds saiu do projeto semanas antes da estreia no cinema, e ele não compareceu à exibição.

### Edição prolongada
Uma versão estendida de 155 minutos do filme foi lançada na mídia doméstica em 2009. A versão estendida mostra em detalhes a trama dos conspiradores para roubar o trono do rei Ricardo, bem como explorar mais a relação entre o xerife e Mortianna. Em uma cena, Mortianna explica que matou o verdadeiro George Nottingham quando era bebê e o substituiu por seu próprio filho, revelando que ela é na verdade a verdadeira mãe do xerife. Também estão incluídas cenas que mostram Mortianna instruindo Nottingham a remover a língua do personagem escriba de John Tordoff, forçando-o a se comunicar por meio de quadro-negro nas cenas subsequentes. Nottingham, no entanto, apenas finge que removeu a língua do Escriba como ele mais tarde fornece instruções faladas para Robin e Azeem enquanto eles perseguem Marian sequestrada.

## Trilha sonora
A trilha sonora original foi composta, orquestrada e conduzida por Michael Kamen. Um trecho da música do título principal foi posteriormente usado como a música do logotipo para Morgan Creek, e foi usado pelo Walt Disney Studios Home Entertainment em introduções para trailers em DVD/Blu-ray. Em 2017, a gravadora de filmes especializados em música Intrada Records lançou um álbum em CD de dois discos contendo a trilha sonora completa e alternativas, embora não as canções de Bryan Adams e Jeff Lynne. Em 2020, Intrada lançou um álbum de quatro discos; com a trilha sonora dos primeiros 2 CDs; O CD 3 com tomadas alternativas e música adicional, incluindo a fanfarra da Morgan Creek Productions derivada dessa trilha; O CD 4 apresenta as montagens usadas na trilha sonora de 1991. As canções estão novamente ausentes.
| Robin Hood: Prince of Thieves (Original Soundtrack) |                                                               |         |  |
| N.º                                                 | Título                                                        | Duração |  |
| 1.                                                  | "Overture" / "A Prisoner of the Crusades"                     | 8:27    |  |
| 2.                                                  | "Sir Guy of Gisborne" / "The Escape to Sherwood"              | 7:27    |  |
| 3.                                                  | "Little John" / "The Band in the Forest"                      | 4:52    |  |
| 4.                                                  | "The Sheriff and His Witch"                                   | 6:03    |  |
| 5.                                                  | "Maid Marian"                                                 | 2:57    |  |
| 6.                                                  | "Training" / "Robin Hood, Prince of Thieves"                  | 5:15    |  |
| 7.                                                  | "Marian at the Waterfall"                                     | 5:34    |  |
| 8.                                                  | "The Abduction" / "The Final Battle at the Gallows"           | 9:53    |  |
| 9.                                                  | "(Everything I Do) I Do It for You" (cantada por Bryan Adams) | 6:33    |  |
| 10.                                                 | "Wild Times" (cantada por Jeff Lynne)                         | 3:12    |  |

## Lançamento

### Classificação
Robin Hood: Prince of Thieves foi submetido para classificação pelo British Board of Film Classification, que exigiu quatorze segundos para ser cortado do filme para obter uma classificação PG.[carece de fontes?]

### Mídia doméstica
A versão original para o cinema do filme foi lançada em VHS nos Estados Unidos em 13 de maio de 1992, e em DVD em 30 de setembro de 1997. Uma edição especial de 2 discos em DVD foi lançada nos Estados Unidos em 10 de junho de 2003, contendo uma versão estendida de 155 minutos do filme. Esta versão alternativa do filme foi lançada em Blu-ray nos Estados Unidos em 26 de maio de 2009.

## Recepção

### Bilheteria
O filme arrecadou US$25 milhões no fim de semana de estreia e US$18.3 milhões no segundo. O filme finalmente arrecadou $390.493.908 na bilheteria global, tornando-se o segundo filme de maior bilheteria de 1991, logo atrás de Terminator 2: Judgment Day. Ele teve a segunda melhor abertura para uma não sequência, na época.

### Resposta crítica
Na revisão do site Rotten Tomatoes, o filme mantém um índice de aprovação de 51% com base em 55 comentários, com uma classificação média de 5.70/10. O consenso crítico diz: "Robin Hood: Prince of Thieves traz um Alan Rickman maravilhosamente vilão para este conto frequentemente adaptado, mas ele é roubado por um grande orçamento e um roteiro confuso." No Metacritic, o filme tem uma pontuação média ponderada de 51 de 100, com base em 25 críticos, indicando "críticas mistas ou médias". O público entrevistado pela CinemaScore deu ao filme uma nota média de "A" em uma escala de A+ a F.
O crítico do Chicago Sun-Times, Roger Ebert, elogiou o desempenho de Freeman, bem como o de Rickman, mas acabou condenando o filme como um todo, dando-lhe duas estrelas e declarando: "Robin Hood: Prince of Thieves é uma versão obscura, desfocada, violenta e deprimente da história clássica... O mais deprimente sobre o filme é que as crianças vão assistir à espera de se divertir." New York Times deu ao filme uma crítica negativa, com Vincent Canby escrevendo que o filme é "uma bagunça, uma grande, longa e triste reconstrução da lenda de Robin Hood que se manifesta firmemente pelos direitos civis, feminismo, liberdade religiosa e oportunidade econômica para todos." Los Angeles Times também achou o filme insatisfatório. Costner foi criticado por não tentar um sotaque inglês, e o filme é ridicularizado por Robin caminhando de White Cliffs para Nottingham via Muralha de Adriano em uma tarde, uma distância de 560 milhas.
Desson Thomson, escrevendo para o Washington Post, deu uma crítica mais positiva: "Belas donzelas e nobres senhores, vocês devem se libertar dessas observações enfadonhas. Esta é uma versão de ponta de um clássico." Owen Gleiberman, da Entertainment Weekly também deu uma crítica positiva: "Como uma peça de escapismo, este Robin Hood de 2 horas e 21 minutos de luxo, cheio de ação, dá conta do recado." Lanre Bakare, escrevendo no The Guardian, chama o xerife de Rickman, pelo qual ele ganhou um BAFTA, uma "performance genuinamente grande".
Prince of Thieves foi indicado a dois prêmios do Framboesa de Ouro: Kevin Costner ganhou o prêmio de Pior Ator por sua atuação como Robin Hood, enquanto Christian Slater recebeu uma indicação de Pior Ator Coadjuvante por suas atuações neste filme e Mobsters, mas perdeu para Dan Aykroyd por Nothing but Trouble.
Em 2005, o American Film Institute indicou este filme para os 100 anos de trilhas sonoras da AFI.

## Outras mídias

### Jogos de vídeo
Os videogames de mesmo nome foram lançados em 1991 para o Nintendo Entertainment System e Game Boy. Desenvolvido pela Sculptured Software Inc. e Bits Studios, respectivamente, e publicado pela Virgin Games, Inc., eles foram apresentados como o jogo de capa da edição de julho de 1991 da revista Nintendo Power.

### Brinquedos
Uma linha de brinquedos foi lançada pela Kenner, consistindo em bonecos de ação e conjuntos de peças. Todas as figuras, exceto uma, foram derivadas de pequenas modificações na conhecida linha de Superpoderes de Kenner, enquanto Friar Tuck, bem como os veículos e o conjunto de brinquedos, foram modificados dos brinquedos Star Wars: Return of the Jedi.

## Prêmios e indicações
| Prêmio                 | Categoria                                    | Recipiente                          | Resultado                   |
| ---------------------- | -------------------------------------------- | ----------------------------------- | --------------------------- |
| Oscar 1992             | Melhor canção original                       | "(Everything I Do) I Do It For You" | Indicado                    |
| BAFTA 1992             | Melhor ator coadjuvante                      | Alan Rickman                        | Venceu[carece de fontes?]   |
| BAFTA 1992             | Melhor figurino                              |                                     | Indicado[carece de fontes?] |
| Globo de Ouro 1992     | Melhor trilha sonora                         |                                     | Indicado                    |
| Globo de Ouro 1992     | Melhor canção original                       | "(Everything I Do) I Do It For You" | Indicado                    |
| Grammy 1992            | Melhor Canção Original - Cinema ou Televisão |                                     | Indicado                    |
| Framboesa de Ouro 1992 | Pior ator                                    | Kevin Costner                       | Venceu[carece de fontes?]   |